# Inczédy László
Inczédy László (1809 – 1882) az 1848-49-es szabadságharc ezredese.

## Katonai karrierje
1831-től hadfi a 17. határőrezredben, 1848-ban már az 52. gyalogezred főhadnagya volt. 1848 június közepétől 8. zászlóalj századosakét szolgált., szeptember végétől pedig a 14. zászlóalj parancsnoka. 1849 januárjától betegség miatt szolgálaton kívül volt, februártól alezredes. Április végén a Nagykárolyban felállított újonctelep parancsnoka. Május közepétől a 2100 fős zarándi különítmény parancsnokaként harcolt az érchegységi román felkelők ellen, kevés sikerrel. Kemény Farkas alatt részt vett a júniusi hadjáratban is. Augusztus 16-án megkapta ezredesi kinevezését. Egysége nagy része a világosi fegyverletétel hírere önként feloszlott, a maradék Belényesnél tette le a fegyvert augusztus 22-én. A vereség után 10 év börtönre ítélték, de 1852-ben kegyelmet kapott. A kiegyezés után különböző fegyházak igazgatója volt.